# 梅桑日
梅桑日（法語：Messanges，法語發音：[mesɑ̃ʒ]）是法国朗德省的一个市镇，属于达克斯区。

## 地理
梅桑日（43°48'56"N, 1°22'43"W）面积34 平方千米，位于法国新阿基坦大区朗德省，该省份为法国西南部沿海省份，是法國本土面积第二大的省，北起吉倫特省，西临大西洋，南至大西洋比利牛斯省，东临热尔省，东北与洛特-加龍省接壤。
与梅桑日接壤的市镇（或旧市镇、城区）包括：阿聚尔、莱昂、莫列茨和马、苏斯通、旧布科莱班。

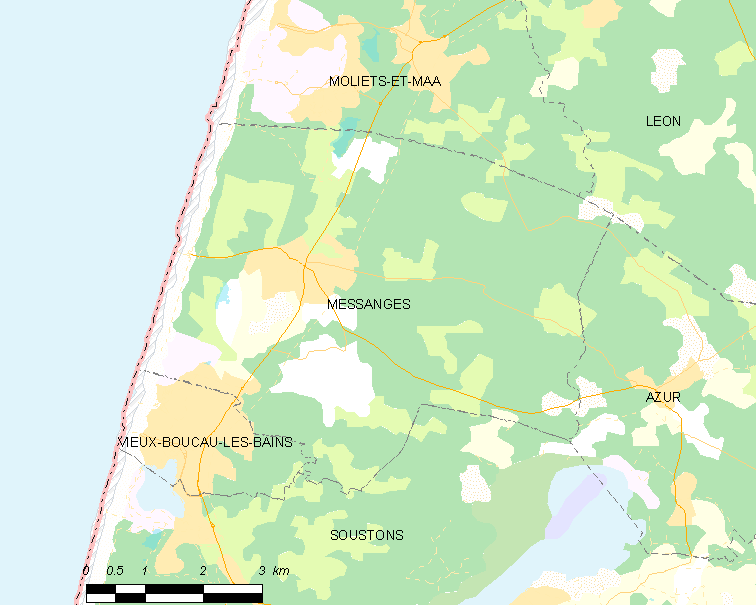
梅桑日的OSM定位图

梅桑日的时区为UTC+01:00、UTC+02:00（夏令时）。

## 行政
梅桑日的邮政编码为40660，INSEE市镇编码为40181。

## 政治
梅桑日所属的省级选区为马朗桑南县。

## 人口

1962-2008年间梅桑日人口变化图示

梅桑日于2022年1月1日时的人口数量为1038人。